# Marián Gavenda
Marián Gavenda (* 7. března 1963 Trenčín) je slovenský římskokatolický kněz, překladatel a spisovatel.

## Život
Základní školu a gymnázium vystudoval v Trenčíně. Následně studoval na Střední hotelové škole v Piešťanech. V roce 1988 emigroval do Itálie. Zde absolvoval kněžskou formaci na papežské koleji Nepomucenum. Filozofii a teologii absolvoval na Lateránské univerzitě v Římě. Knězem byl vysvěcen v roce 1994. V roce 1996 dosáhl Licenciát teologie (ThLic.) na Institutu spirituality Papežské univerzitě Gregoriana v Římě.
Od roku 2000 do 28. února 2009 byl šéfredaktorem slovenských Katolíckých novin. Od října 2000 do října 2006 byl mluvčím Konference biskupů Slovenska. Od roku 2009 působí v Devíně.
V roce 2001 mu papež Jan Pavel II. udělil titul Papežský prelát.

## Dílo

### Knihy
- Světový kongres církevních hnutí, 1998, spoluautor[2].
- Na pulzu života, 2005.
- Jazyk jako platforma komunikace a tolerance, 2006, spoluautor.
- Klenot gotiky. A gothic jewel, 2006, autoři: Marián Gavenda, Karol Kállay, Slovart
- Teologický a náboženský slovník 1. díl: A - K, 2006, autoři: Viliam Judák, František Vnuk, Marián Gavenda.
- Dokumenty koncilu, 2008.
- Láska nikdy nezanikne. Myšlenky svatého Pavla, 2008.
- Lurdy, stopadesátiletou zázrak, 2008.
- Na životních cestách, 2008.
- Z touhy podělit se, 2009, Serafín.
- GAVENDA, Marián. Chrámy : drevené kostolíky na Slovensku = Churches. Bratilava: Ikar, 2009. ISBN 978-80-551-1647-1.
- Z touhy podělit se. Fragmenty z vysílání Vatikánského rozhlasu v letech 1988 - 1993, 2009, Serafín, ISBN 978-80-8081-085-6.
- Bůh přichází již v adventu, 2010, Vydavatelství Don Bosco, edice VDV víra do kapsy, ISBN 978-80-8074-124-2.
- Blahoslavený Jan Pavel II., Odkaz Slovensku, 2011, Paprsek.
- Pane, nauč nás modlit se. Praktická příručka pro každého křesťana, 2011, Vydavatelství Don Bosco, edice VDV víra do kapsy 6, ISBN 978-80-8074-141-9.
- Nekonečné horizonty kardinála Korca, 2011, ISBN 978-80-8046-564-3, životopis Jana Chryzostoma kardinála Korca.
- Proč žít denně z Božího slova?, 2012, Vydavatelství Don Bosco, edice VDV víra do kapsy 13.
- S Kristem po Via Dolorosa, 2012, Vydavatelství Don Bosco, ISBN 978-80-8074-157-0.
- Náhody a náhodičky, 2013, Perfekt, ISBN 978-80-8046-600-8.
- Svatost pro každého, 2013, Vydavatelství Don Bosco, edice VDV víra do kapsy 26.

### Překlady
- Joseph Ratzinger: Chvalořeč na svědomí, 2010, Spolek svatého Vojtěcha, ISBN 978-80-7162-845-3,
- Benedikt XVI., Seewald Peter: Světlo světa, 2010, Vydavatelství Don Bosco,[3]